# 市川村 (広島県)
市川村（いちかわむら）は、広島県高田郡にあった村。現在の広島市安佐北区の一部にあたる。

## 地理
- 河川：三篠川[1]
- 山岳：白木山[1]

## 歴史
- 1889年（明治22年）4月1日、町村制の施行により、高田郡市川村が単独で村制施行し、市川村が発足[1][2]。
- 1949年（昭和24年）10月1日、市川村は二分割され大寺地区は高田郡井原村に編入され、大寺地区以外は高田郡秋越村と合併し高南村を新設して廃止された[1][2]。

## 産業
- 農業、養蚕、製炭[1]

### 鉱山
- 大谷鉱山 - 大正年間と昭和22年に鉄・亜鉛鉱石を採掘[1]。

## 交通

### 鉄道
- 1915年（大正4年）芸備鉄道（現芸備線）志和口駅が秋越村境に開設[1]。